# Ergane cognata
Ergane cognata là một loài nhện trong họ Salticidae.
Loài này thuộc chi Ergane. Ergane cognata được Ludwig Carl Christian Koch miêu tả năm 1881.